# Neolithodes agassizii
Neolithodes agassizii is een tienpotigensoort uit de familie van de Lithodidae. De wetenschappelijke naam van de soort is voor het eerst geldig gepubliceerd in 1882 door Sidney Irving Smith. Smith gebruikte oorspronkelijk de naam Lithodes agassizii. De soort werd in 1880 ontdekt tijdens een expeditie onder leiding van Alexander Agassiz met het Amerikaanse stoomschip Blake voor de oostkust van de Verenigde Staten.